# Lake Waukomis
La ville de Lake Waukomis est située dans le comté de Platte, dans l’État du Missouri, aux États-Unis. Sa population s’élevait à 870 habitants lors du recensement de 2010, estimée à 910 habitants en 2016.

## Source
- (en) Cet article est partiellement ou en totalité issu de l’article de Wikipédia en anglais intitulé « Lake Waukomis, Missouri » (voir la liste des auteurs).

1. ↑  « Population and Housing Unit Estimates » (consulté le 9 juin 2017)
2. ↑  « Census of Population and Housing », Census.gov (consulté le 4 juin 2015)